# Контрада Канчели индустријска зона N.2 (Терамо)
Контрада Канчели индустријска зона N.2 (итал. Contrada Cancelli Zona Industriale N.2) је насеље у Италији у округу Терамо, региону Абруцо.
Према процени из 2011. у насељу је живело 25 становника. Насеље се налази на надморској висини од 121 м.